# Edificio Pardo Labarta
El edificio Pardo Labarta es una construcción ubicada en la Puerta del Sol, en Vigo (Galicia, España). Es uno de los edificios históricos más señalados de la ciudad, representativo del modernismo vigués en arquitectura.

## Historia
El edificio fue promovido por el adinerado comerciante Eudoro Pardo Labarta. Coincidente con la apertura de la calle Elduayen, que permitió ampliar la Puerta del Sol y transformar este espacio antes cerrado en una plaza más abierta, la obra fue encargada al arquitecto Jenaro de la Fuente Domínguez, que realizó una obra muy en su estilo, y que repetirá en la posterior casa de los Hermanos Camilo y Benigno Fernández, otro ejemplo señalado de la arquitectura viguesa de inicios del siglo XX. Con esta obra su promotor, un rico comerciente, se propuso embellecer esta céntrica plaza con un edificio de cinco pisos y desván, y con tres fachadas.

## Construcción y estilo
Se trata de un edificio con influencias eclécticas, que incorpora elementos modernistas en la decoración, como el gran vano central del desván partido en tres huecos, arcos en forma de omega en el tercer piso, y formas vegetales y florales combinadas con llamas y cintas. Todo ello insertado en un esquema clásico francés, que incorporó una mansarda retirada en una rehabilitación posterior. En la parte central destaca una hermosa galería abierta que recorre transversalmente todos los pisos. Todo el conjunto está decorado con detalles propios de la cantería de la época, que alcanzó una gran maestría en el tratamiento del granito, que da como resultado un programa decorativo muy elaborado.